# 長澤彩子
長澤 彩子（ながさわ あやこ、1988年2月12日 - ）は、日本のフリーアナウンサー。
神奈川県相模原市南区出身。かつては福島テレビ、テレビ神奈川に所属していた。TCP Artistと業務提携。

## 来歴・人物
神奈川県相模原市南区出身。桐蔭学園中学校・高等学校、東洋英和女学院大学卒業。身長153cm。血液型A型。東京アナウンスセミナー出身。
2010年4月、福島テレビ入社。同期入社は延増惇（テレビ朝日に移籍）、藤川貴央（ラジオ大阪に移籍）、堤友香（現フリー・同じ東京アナウンスセミナー10期生）。同年4月10日の「サタふく」に4人揃って出演した。
2013年4月、名和田知加の後任として「サタふく」のMCに昇格。
2015年3月末、福島テレビを退社し、翌月にテレビ神奈川へ移籍。
2019年3月末、テレビ神奈川を退社。以後はフリーアナウンサーの他、就活セミナー講師、防災士としても活動。
2021年6月から、神奈川県相模原市に本拠地を置くラクビーチーム「三菱重工相模原ダイナボアーズ」の広報を担当。
国際結婚をして、双子の子供がいる。

## 担当番組
- 都市対抗野球ダイジェスト（2019年）
- 全国高等学校ラグビーフットボール大会 埼玉県大会中継リポーター（2020年）
- 都市対抗野球大会 中継リポーター（2021年）

### テレビ神奈川時代
- ありがとッ!（2015年4月3日 - 6月26日）金曜MC
- NEWS930α（2015年4月6日 - 2018年3月）月曜スポーツコーナー。根岸佑輔と週代わりで担当。
- tvk NEWSハーバー（2015年7月3日 - 2018年3月30日）メインキャスター
- tvkニュース・天気（不定期）
- tvkプロ野球中継 横浜DeNAベイスターズ熱烈LIVE（2015年8月20日 - ）不定期でベンチリポーターを担当。

### 福島テレビ時代
- サタふく（2010年10月 - 2013年3月 リポーター、2013年4月 - 2015年3月28日 司会）
- FTVスーパーニュース（2013年4月12日 - 6月29日）金曜キャスター
- FTVニュース（不定期）

## その他
- テレビ神奈川内CMナレーション
- 秋じゃないけど 収穫祭 ～ジモトONEダフルまつり～（2017年開催）MC
- あっぱれ!KANAGAWA大行進（2018年3月3日）- 本人に黙って、実家訪問され実姉が出演。長澤は一部音声出演する。